# San Pedro de Cardeña
San Pedro de Cardeña ist eine Zisterzienser-Abtei der Trappisten (lateinisch Abbatia Santa Maria ad Martyres) und war jahrhundertelang die Ruhestätte des spanischen Nationalhelden Cid Campeador sowie seiner Frau Doña Jimena. Im 19. Jahrhundert aufgelöst, wurde es in der Zeit von 1936 bis 1940 von Franco als Konzentrationslager genutzt.

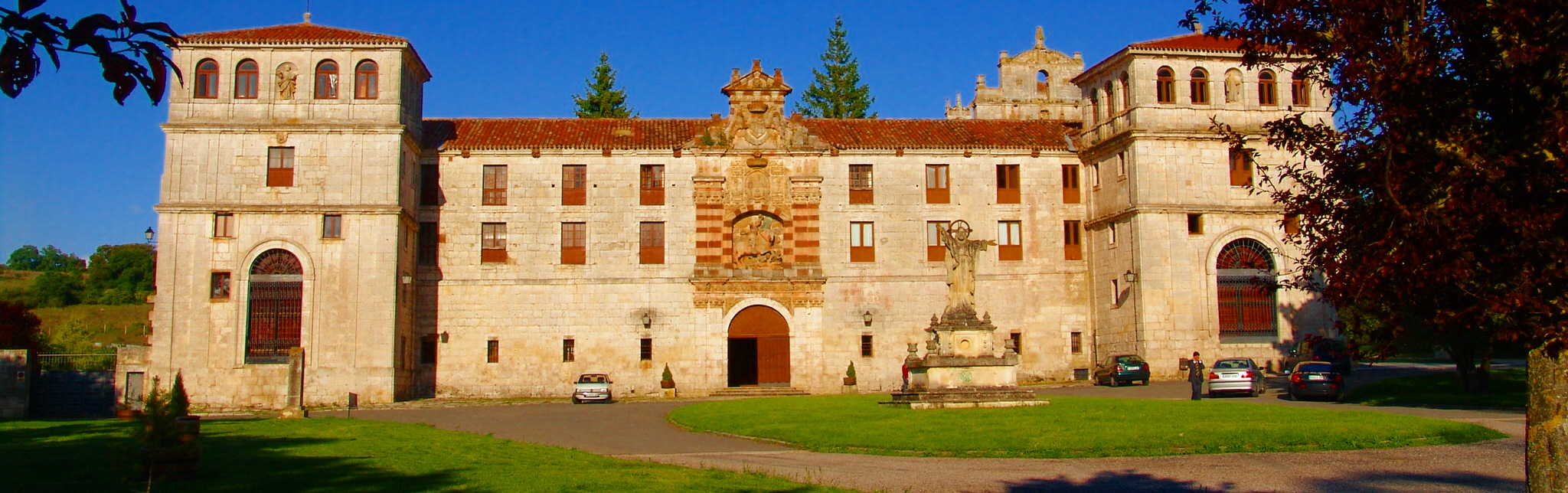
Hauptfassade der Abtei

## Lage
Das Kloster von San Pedro de Cardeña befindet sich ca. 11,5 Fahrtkilometer südöstlich von Burgos und ist – obwohl es zur Gemeinde Castrillo del Val gehört – am besten über die BU800 zu erreichen.

## Geschichte

### Mittelalter
Manchmal wird vermutet, dass das Benediktinerkloster zur Zeit der arianischen Westgoten gegründet wurde. Laut den Stiftungsannalen soll das Kloster im Jahre 899 in Cardena gegründet worden sein. Im Jahre 902 machte Gonzalo Téllez, der möglicherweise in dieser Zeit Graf von Kastilien war, eine Stiftung an das Kloster und wurde nach seinem Tod (um 915) wahrscheinlich auch hier bestattet, denn seine Frau schenkte dem Kloster im Jahre 929 den etwa zwölf Kilometer westlich gelegenen Heimatort Gonzalo Tellez’ – Pedernales. Im Hochmittelalter scheint es von den Zisterziensern übernommen worden zu sein, doch fehlen nähere Informationen.
Bei einem Maurenüberfall unter Emir Abd ar-Rahman III. am 6. August 953 wurde das Kloster gebrandschatzt und alle Mönche getötet. Im Kloster beigesetzt wurden sie im Jahre 1603 als die „Märtyrer von Cardeña“ heiliggesprochen. Jährlich am 6. August wird in einer großen Prozession im Kloster, wo sich eine blutrot gefärbte Spur hindurchzieht, der Mönche gedacht. König Philipp III. von Spanien mit seiner Frau, Königin Margarita von Österreich, zählten zu den Besuchern.

### Neuzeit

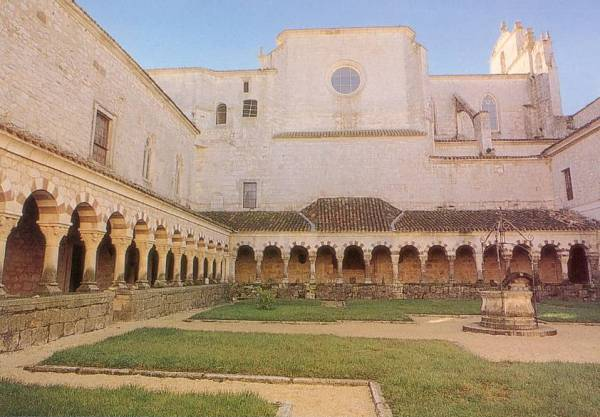
Kreuzgang und Abteikirche

Im Jahr 1835 erfolgte die Umbettung des spanischen Nationalhelden, des kastilischen Ritters Cid Campeador, mit seiner Frau Doña Jimena, aus dem Kloster San Pedro de Cardeña in die Kathedrale von Burgos.
Nachdem das Kloster mehrmals durch andalusische oder französische Truppen geplündert wurde, erfolgte im Jahr 1836 seine Säkularisation durch Alvarez Mendizabal. Im Jahr 1880 übernahmen einige Spanisch-Französische Trappistenmönche des französischen Klosters Divielle das Kloster. Hierauf übernahm es im Jahre 1888 eine kleine Gemeinschaft von Piaristen, die es im Jahre 1901 aufgaben. 1905 übernahmen es aus Toulouse vertriebene französische Kapuziner, gaben es aber im Jahre 1921 auf. In diesem Jahr wurden auch die Gebeine des Cid und seiner Gemahlin Dona Jimeña in die Kathedrale von Burgos übergeführt. Danach fand in den Gebäuden jahrelang kein religiöses Leben mehr statt.

### Konzentrationslager im franquistischen Spanien

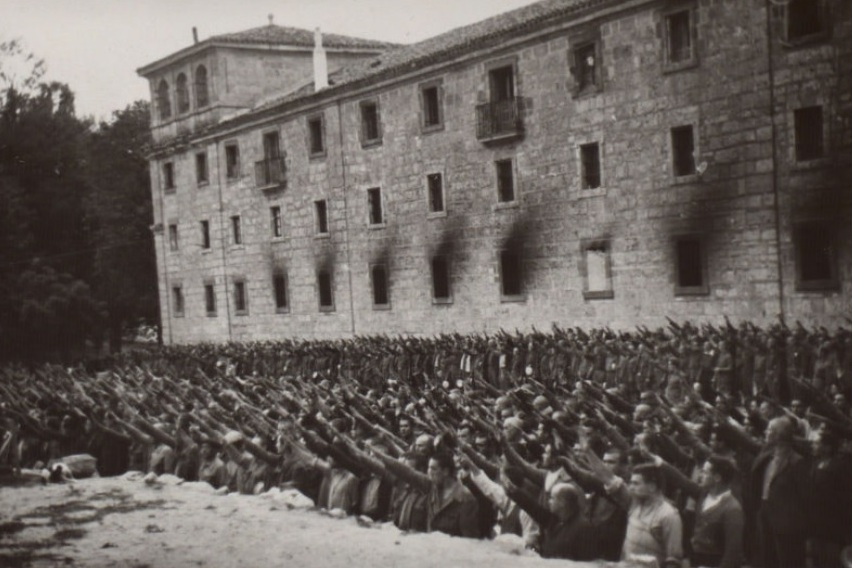
Im als Konzentrationslager genutzten Kloster inhaftierte Mitglieder der Internationalen Brigaden müssen 1938 den faschistischen Gruß ausführen.

Im Jahr 1936, während de Spanischen Bürgerkriegs, errichtete man im Kloster ein für 1200 Personen ausgelegtes Konzentrationslager, das bis Anfang 1940 bestand. In den ersten Kriegsjahren lag die Belegung jedoch bei 5000 Personen. Mehrere tausend vornehmlich nach dem Ende des Krieg im Norden Spaniens gefangen genommene Republikaner wurden interniert. Etwa tausend Gefangene aus den Internationalen Brigaden wurden nach Cardeña verlegt.
Angaben internierter Brigadisten zufolge wurden annähernd 50 % der Angehörigen der Internationalen Brigaden liquidiert. Nach der Schlacht bei Guadalajara im März 1937, bei der die Republikaner an die 400 Angehörige der Corpo Truppe Volontarie gefangen nahmen, erfolgte ein Austausch mit 200 Internierten der XI. Internationalen Brigade aus San Pedro de Cardeña. Ab April 1938 erfolgte in San Pedro de Cardeña die zentrale Erfassung von Brigadisten der Internationalen Brigaden. So wurden bei der Schlacht am Jarama in Gefangenschaft geratene britische Brigadisten von Salamanca nach San Pedro de Cardeña verlegt. Ab Januar bis zum April 1939 wurden britische und irische Gefangene der Internationalen Brigaden gegen Angehörige der Truppe Corpo Volontarie ausgetauscht. Der irische Anführer Frank Ryan wurde hingegen dem Konzentrationslager in Miranda de Ebro überstellt. Als Adjutant des republikanischen Generals José Miaja geriet er während der Aragonoffensive am 1. April 1938 in Gefangenschaft, wo er zum Tode verurteilt wurde, ein Urteil, das durch das Eingreifen des irischen Präsidenten Éamon de Valera in 30 Jahre Haft umgewandelt wurde. Er wurde der Gestapo überstellt und starb im Juni 1944.
Der größte Teil wurde jedoch in das Ausländern vorbehaltene Zwangsarbeiterbataillon Nr. 75 eingegliedert. Viele Internierte wurden in das Konzentrationslager von Miranda de Ebro verlegt, wobei zahlreiche deutsche Brigadisten der Gestapo übergeben wurden.

### Nachkriegszeit
Am 1. Mai 1942 ließen sich Trappistenbrüder aus dem Kloster San Isidro de Dueñas hier nieder, die wieder nach der Benediktinerregel leben.

## Kloster

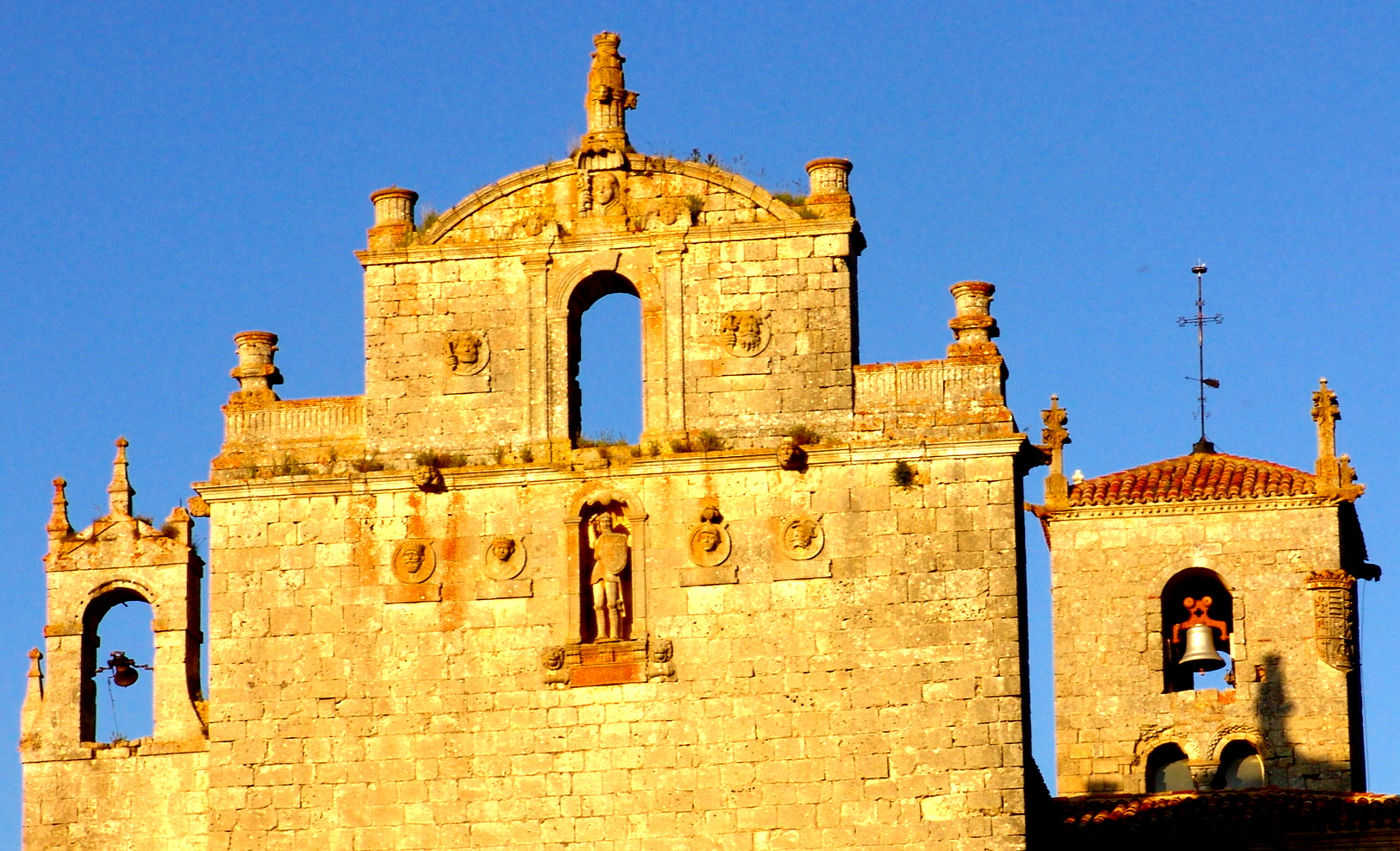
Glockengiebel und Turm

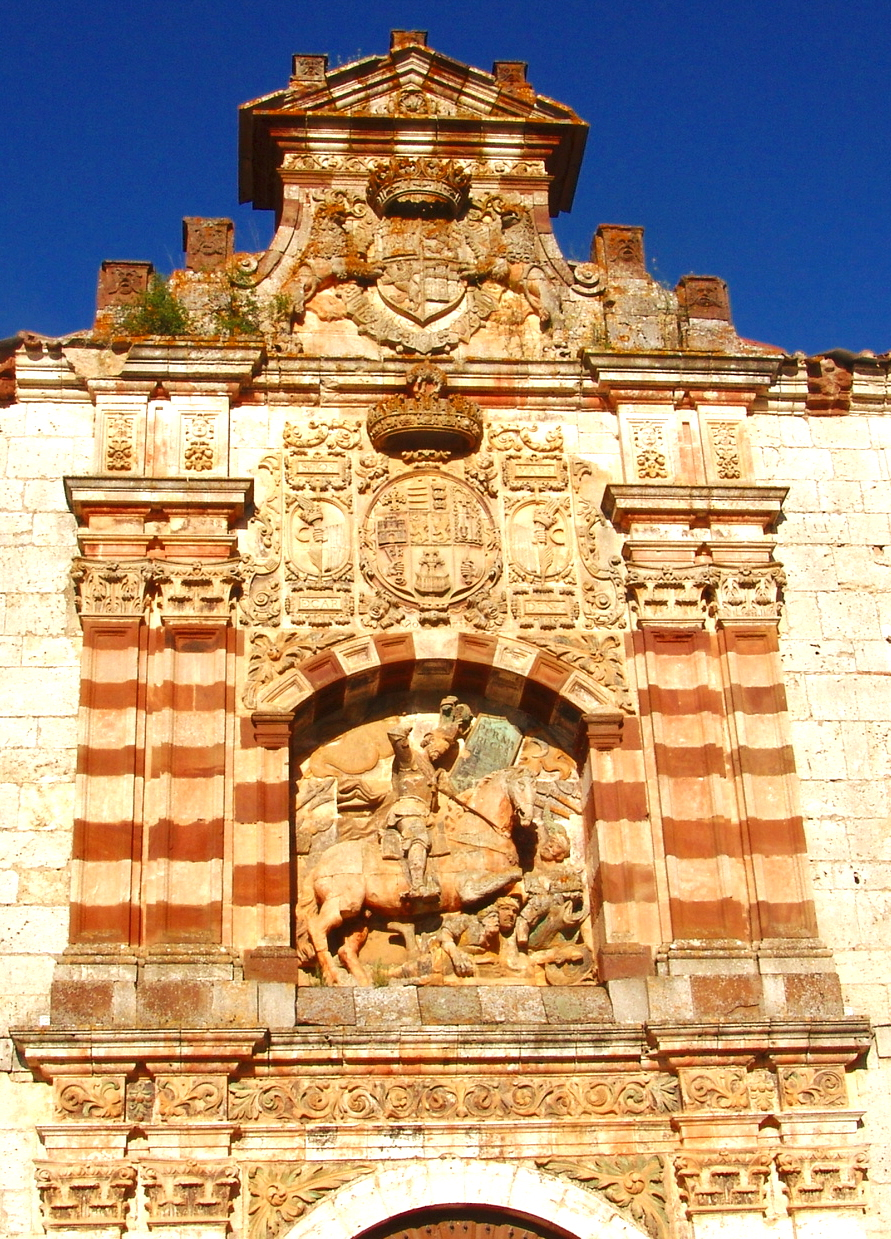
Portal des Eingangsgebäudes

### Architektur
Das heutige Kloster ist ein Konglomerat von Bauten aus unterschiedlichen Jahrhunderten: Das mit zwei Eckrisaliten versehene Eingangsgebäude stammt aus dem 16. Jahrhundert und zeigt eine repräsentative Portalbekrönung mit einer Reiterstatue des Santiago Matamoros (manchmal auch als El Cid interpretiert) zuzüglich zweier Wappenschilde mit steinernen Kronen. Dahinter befindet sich der – nicht zugängliche – Klausurbereich der Mönche. Die ehemalige romanische Kirche wurde im 15. Jahrhundert vom Architekten Pedro de Burgo durch den heutigen dreischiffigen Bau mit einem Glockengiebel (espadaña) im Westen ersetzt; die Innenraumgestaltung steht ganz in der Tradition der Zisterziensergotik. Von dort aus erreicht man den im Norden liegenden Kreuzgang mitsamt dem zu einem Museum umgebauten Kapitelsaal aus dem späten 12. Jahrhundert. Der älteste Bauteil des heutigen Klosters ist der romanische Turm aus der Zeit um 1170, der zwischen Querhaus und Apsis der Kirche steht.

### Ausstattung
Die Kirche besitzt ein gotisches Chorgestühl im Mudéjarstil. Im Kapitelsaal aus dem 13. Jahrhundert befindet sich das Museo San Pedro de Cardeña mit einer Apostelgruppe des Künstlers Jusepe de Ribera aus dem 17. Jahrhundert.

### Skriptorium
Das Skriptorium von San Pedro de Cardeña war zu seiner Zeit eines der wichtigsten in Europa. Hier wurde um 1200 eine Beatus-Handschrift erstellt, deren Illustrationen zu den originellsten ihrer Art gehören. Sie befinden sich heute zerstreut in mehreren Museen der Welt.